# Энкеворт, Адриан фон
Барон Адриан фон Энкеворт (нем. Adrian von Enkevort; 20 августа 1603, Дист, Лёвен — 3 июня 1663, Ледеч-над-Сазавоу) — австрийский (имперский) и  баварский фельдмаршал. 

## Биография
Родился в 1603 году в Дисте (ныне — Бельгия), выходец из брабантской дворянской семьи Энкеворт. Его отец, Вильгельма фон Энкеворт, состоял на баварской службе, поэтому Адриан тоже начал свою военную карьеру в баварской армии.
Однако, затем он перешёл в имперскую армию, продолжая при этом числиться и в баварской. Служил в войсках под командованием Валленштейна, участвовал в Тридцатилетней войне. У Валленштейна Энкеворт дослужился до подполковника; в 1635 году, уже после гибели военачальника, стал полковником и полковым командиром. 
В 1635—38 годах сражался в Бельгии и Эльзасе. В битве при Рейнфельдене попал в плен к Бернхарду Саксен-Веймарскому, который передал его французам. Находился в заключении в Париже, после чего был обменян (в 1641 или 1642 году) и возвратился в Австрию. Сражался в Богемии и восточной Германии под началом Матиаса Галласа. Когда Галлас был окружен шведами под командованием Торстенссона после отступления из Гольштейна, он запросил поддержки у Энкеворта. Энкеворт отправился на выручку, но в битве при Ютербоге вновь попал в плен. 
После этого снова был обменян, какое-то время был главнокомандующим в Тироле, затем участвовал в битве при Дахау, затем командовал контингентом имперских войск в Италии. 
Скончался в 1663 году в Ледече.